# قائمة سفراء المملكة المتحدة إلى العراق

السفير البريطاني الحالي ستيفن هيتشن

سفير المملكة المتحدة في العراق هو الممثل الدبلوماسي الأعلى للمملكة المتحدة في العراق، ورئيس البعثة الدبلوماسية للمملكة المتحدة في العراق. اللقب الرسمي هو سفير صاحبة الجلالة البريطانية لدى جمهورية العراق، والسفير الحالي هو ستيفن هيكي، منذ 19 تشرين الثاني سنة 2019، وحالياً يعمل فريق السفارة عن بعد، إذ إن بناية السفارة مغلقة، وهي في بغداد في شمال منطقة كرادة مريم، المسماة المنطقة الدولية.

## رؤساء البعثات وألقابهم

### المفوض السامي للعراق (والقائد العام منذ 1922)
- 1920 – 1923: السير بيرسي كوكس [2]
- 1923 – 1929: السير هنري دوبس [3]
- 1929 – 1932: السير فرنسيس همفريز

### سفير فوق العادة ومفوض إلى جلالة ملك العراق
- 1932 – 1935: السير فرنسيس همفريز
- 1935 – 1937: السير أرشيبالد كلارك كير
- 1937 – 1939: السير موريس بيترسون
- 1939 – 1941: السير باسل نيوتن
- 1941 – 1945: السير كيناهان كورنواليس
- 1945 – 1948: السير هيو ستونهوير بيرد
- 1948 – 1951: السير هنري ماك [4]
- 1951 – 1954: السير جون تروبك [5]
- 1954 – 1958: السير مايكل رايت [6]

### سفير فوق العادة ومفوض لدى جمهورية العراق
- 1958 – 1961: السير همفري تريفيليان
- 1961 – 1965: السير روجر ألين
- 1965 – 1967: السير ريتشارد بومونت [7]
- 1967 – 1968: قُطعت العلاقات الدبلوماسية بسبب حرب الأيام الستة [8]
- 1968 – 1969: تريفور إفانز [9]
- 1969 – 1971: جلينكيرن بلفور بول
- 1971 – 1974: قطع العلاقات الدبلوماسية بعد احتجاز إيران للجزر طنب
- 1974 – 1977: جون غراهام
- 1977 – 1980: الكسندر ستيرلنغ
- 1980 – 1982: ستيفن إجيرتون
- 1982 – 1985: السير جون موبرلي
- 1985 – 1989: تيرينس كلارك
- 1990 – 1991: السير هارولد ووكر
- 1991 – 2004: قُطعت العلاقات الدبلوماسية بعد حرب الخليج الأولى
- 2004 – 2005: ادوارد تشابلن
- 2005 – 2006: وليام باتي
- 2006 – 2007: دومينيك اسكويث
- 2007 – 2009: كريستوفر برينتس
- 2009 – 2011: جون جنكينز
- 2011 – 2012: مايكل آرون
- 2012 – 2014: سايمون بول كوليس
- 2014 – 2017: فرانك بيكر [10]
- 2017 – 2019: جوناثان ويلكس [11]
- تشرين الثاني/نوفمبر 2019 – حزيران 2021 : ستيفن هيكي
- تموز 2023 - شباط 2025 : ستيفن هيتشن.
- آذار 2025 - : عرفان صديق.[12]